# State Parks in South Carolina
Dies ist die Liste der State Parks im US-Bundesstaat South Carolina.
- Aiken State Natural Area
- Andrew Jackson State Park
- Baker Creek State Park
- Barnwell State Park
- Caesars Head State Park

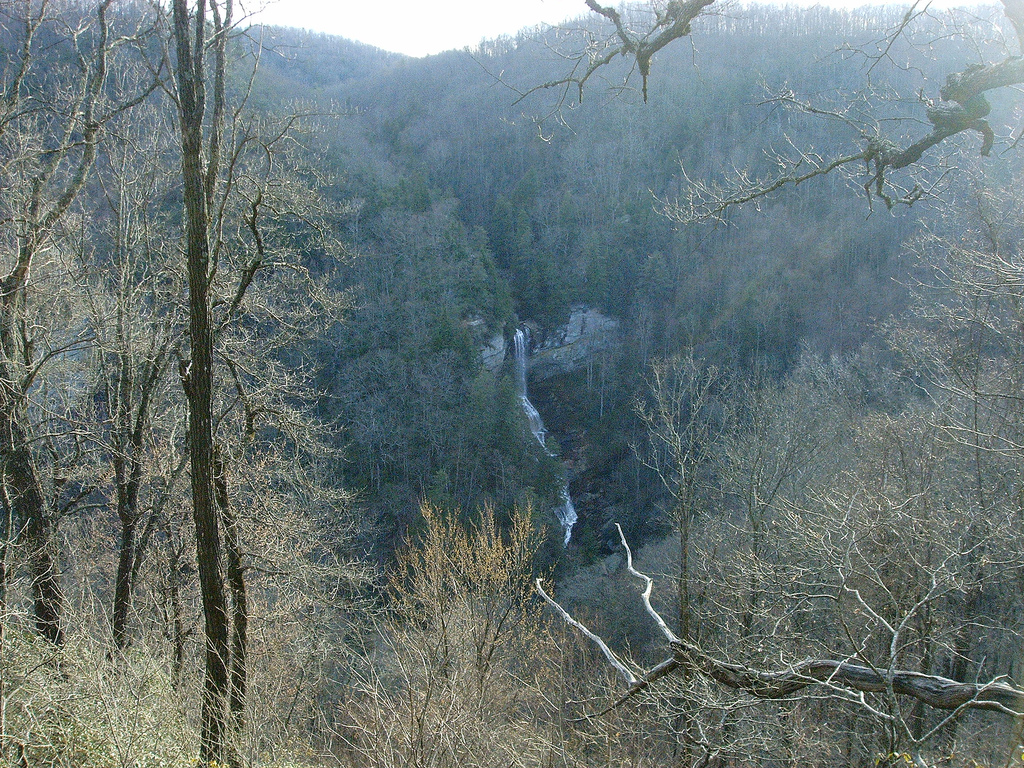
Caesars Head State Park

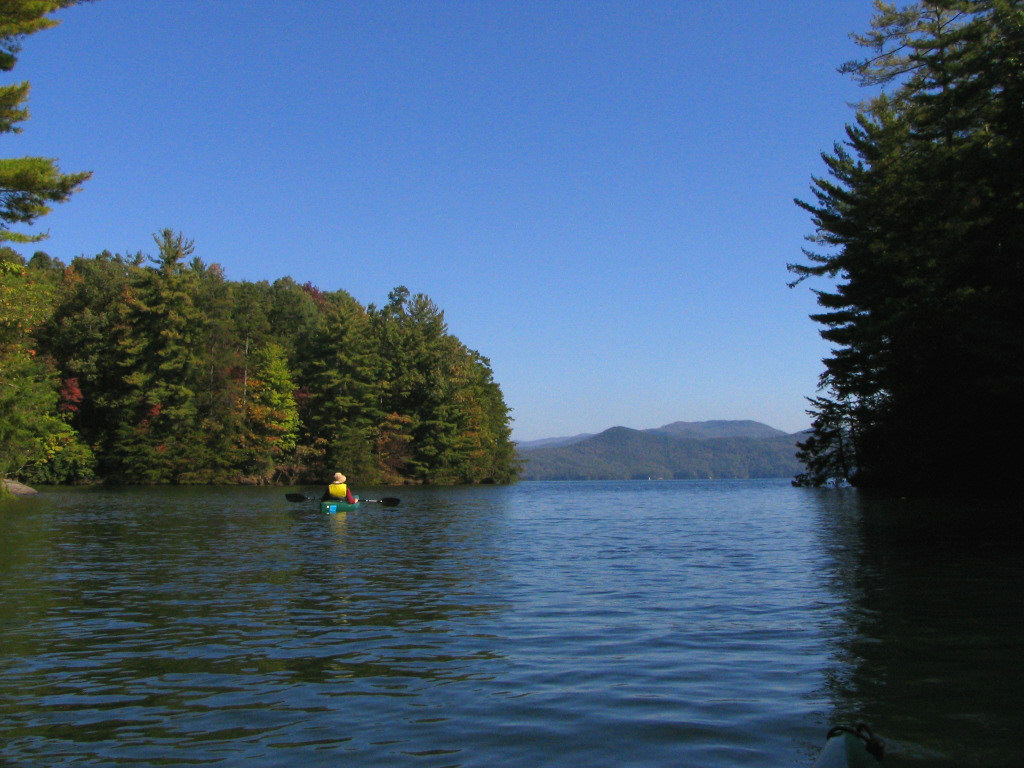
Devils Fork State Park

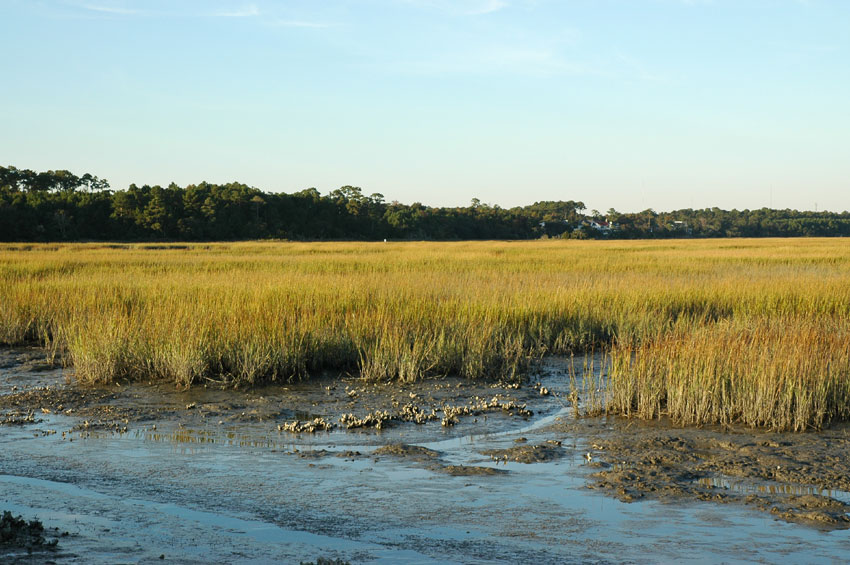
Huntington Beach State Park

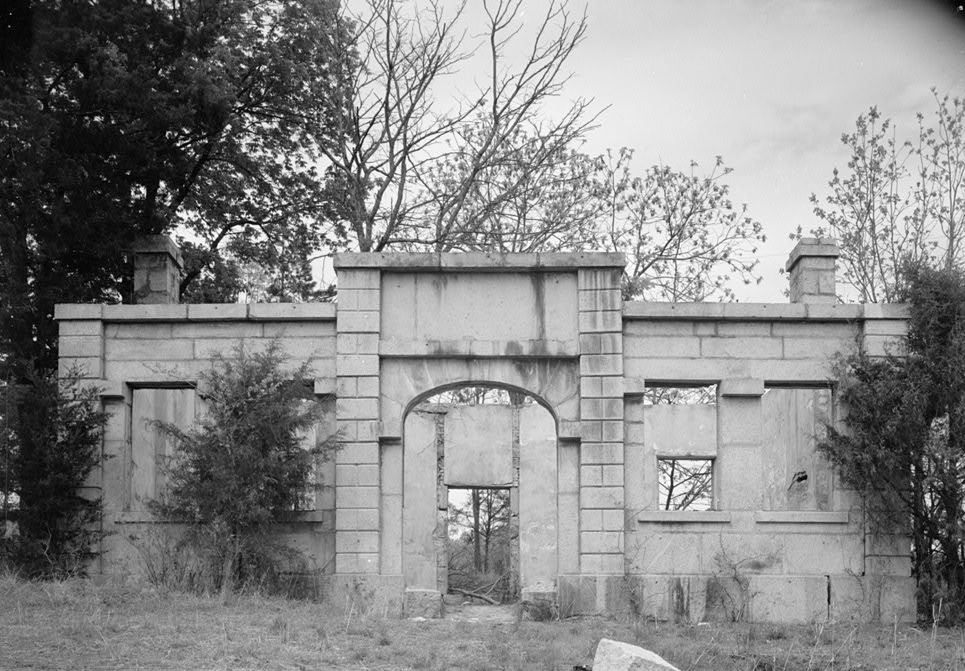
Landsford Canal State Park

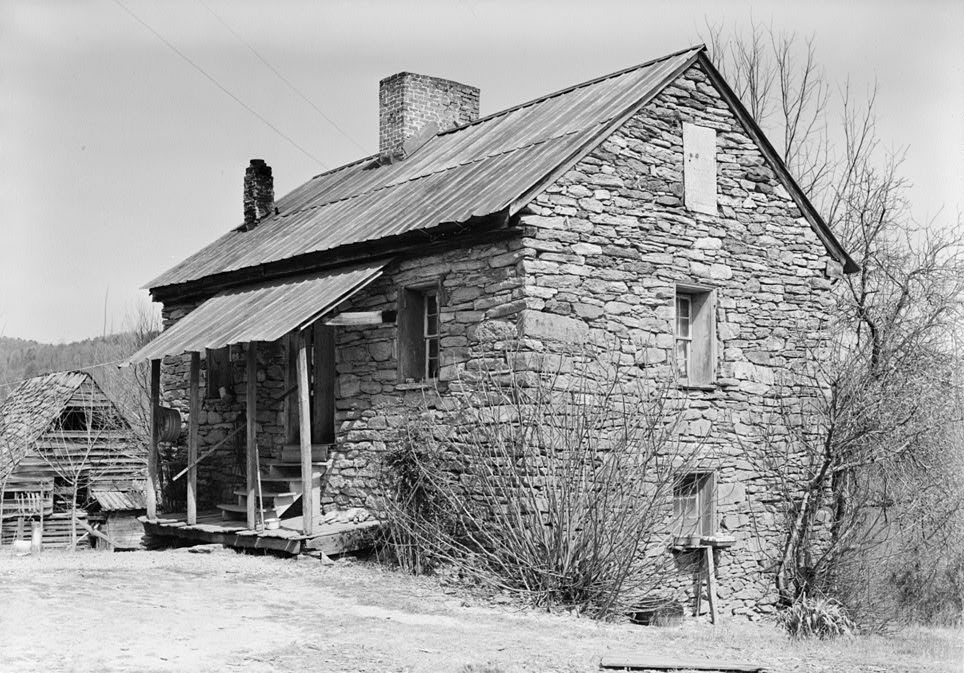
Oconee State Park

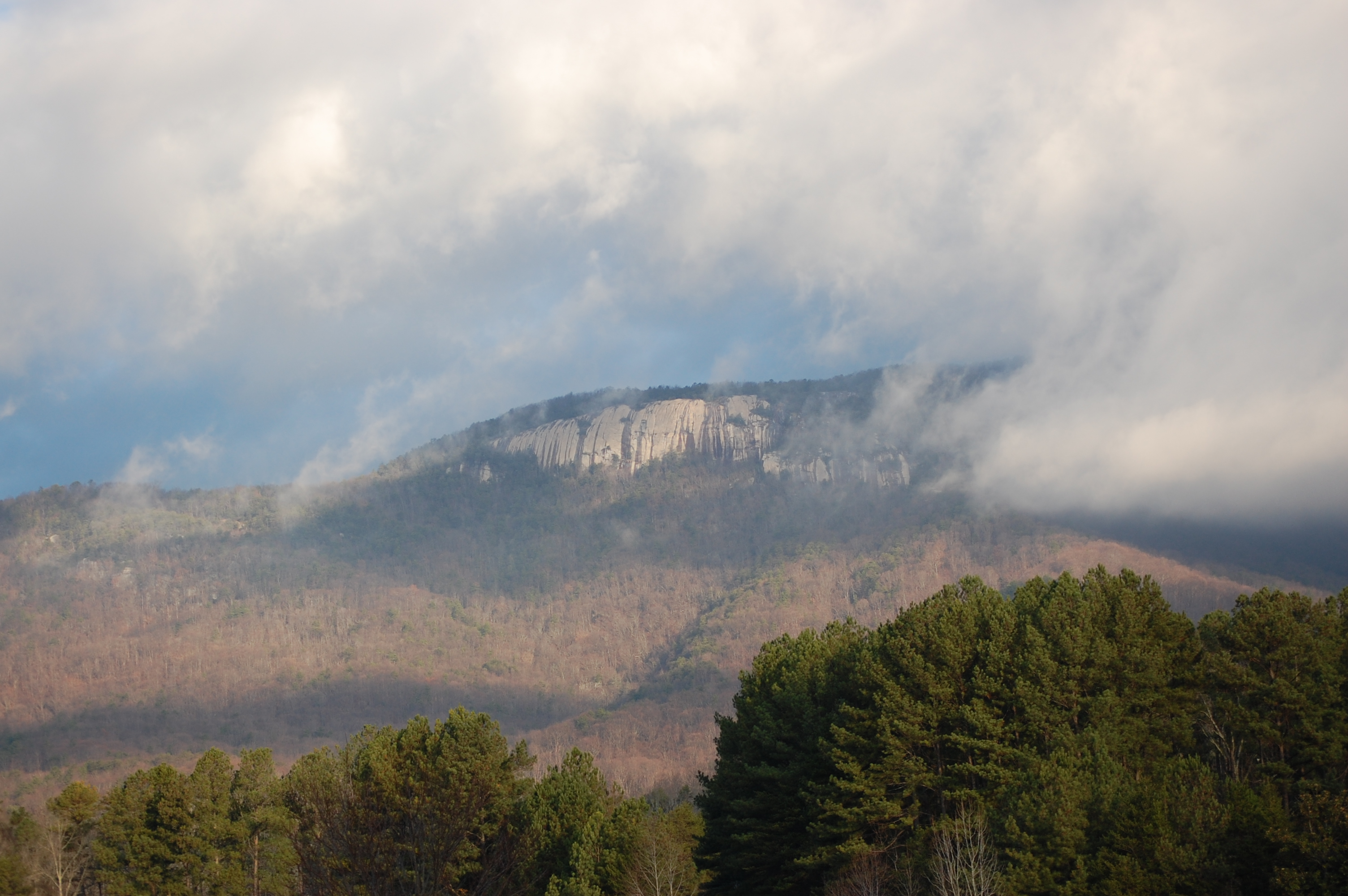
Table Rock State Park

- Calhoun Falls State Recreation Area
- Charles Towne Landing State Historic Site
- Cheraw State Park
- Chester State Park
- Colleton State Park
- Colonial Dorchester State Historic Site
- Croft State Natural Area
- Devils Fork State Park
- Dreher Island State Recreation Area
- Edisto Beach State Park
- Givhans Ferry State Park
- Goodale State Park
- Hamilton Branch State Recreation Area
- Hampton Plantation State Historic Site
- Hickory Knob State Resort Park
- Hunting Island State Park
- Huntington Beach State Park
- Jones Gap State Park
- Keowee-Toxaway State Natural Area
- Kings Mountain State Park
- Lake Greenwood State Recreation Area
- Lake Hartwell State Recreation Area
- Lake Warren State Park
- Lake Wateree State Recreation Area
- Landsford Canal State Park
- Lee State Natural Area
- Lee State Park
- Little Pee Dee State Park
- Musgrove Mill State Historic Site
- Myrtle Beach State Park
- Oconee State Park
- Oconee Station State Historic Site
- Paris Mountain State Park
- Poinsett State Park
- Redcliffe Plantation State Historic Site
- Rivers Bridge State Historic Site
- Rose Hill Plantation State Historic Site
- Sadlers Creek State Recreation Area
- Santee State Park
- Sesquicentennial State Park
- Table Rock State Park
- Woods Bay State Natural Area